# Occhio (tipografia)

Elementi dei caratteri tipografici

In tipografia l'occhio di un carattere è la parte del carattere stesso destinata a ricevere l'inchiostro e a produrre l'impressione. È cioè la parte in rilievo e a rovescio di una lettera, un numero o un altro segno, che si trova sulla faccia superiore del parallelepipedo che costituisce il carattere di stampa.. 
La dimensione dell'occhio è data dalla somma delle parti ascendente, discendente e mediana ed è l'altezza entro cui sono compresi i glifi di ciascun segno, accenti delle maiuscole esclusi. Può anche essere intesa come la distanza verticale tra i tratti ascendenti e i tratti discendenti. I termini occhio medio, occhio superiore e occhio inferiore sono sinonimi rispettivamente di parte mediana, parte ascendente e parte discendente.
Si chiama profondità d'occhio l'altezza del rilievo. La linea orizzontale ideale su cui poggia il limite inferiore ("allineamento ai piedi") dell'occhio è detta Allineamento.
Il tipo di carattere con occhio diritto impiegato normalmente in tipografia è detto tondo. La serie di caratteri con l'occhio inclinato leggermente verso destra rispetto all'allineamento è detta corsivo.